# Tylecodon similis
Tylecodon similis ist eine Pflanzenart der Gattung Tylecodon in der Familie der Dickblattgewächse (Crassulaceae).

## Beschreibung
Tylecodon similis wächst als sehr kleine und wenig verzweigte, aufrechte bis kriechende Pflanze und wird bis zu 10 Zentimetern hoch. Die einzelne Trieb entspringt einer bis 3 Zentimeter Durchmesser erreichenden unterirdischen Knolle, die mit einer graubraunen und abschälenden Rinde versehen ist. Der Trieb wird bis 12 Zentimeter lang und bildet selten Seitentriebe aus. Er erreicht Durchmesser von 1,5 bis 3 Millimeter und ist gerade ausgebildet. Es existieren aber Formen aus der Gegend von Karrachab, welche zick-zack-förmig gebogene Triebe ausbilden. Die graue Rinde ist mit schwarzen Flecken oder Streifen versehen. Die sehr unterschiedlichen Blätter stehen an der Triebspitze sehr dicht zusammen. Sie sind flach bis fast stielrund, kreisrund, breit verkehrt eiförmig bis herzförmig, kahl oder mit Warzen versehen und grün. Sie werden 3 bis 15 Millimeter lang und 3 bis 7 Millimeter breit. Die Oberseite ist gefurcht bis konkav ausgebildet, die meist kastanienbraune Unterseite ist konvex geformt.
Der Blütenstand besteht aus bis zu 3 Zentimeter langen Monochasien, an denen die ein bis drei aufrechten Einzelblüten mit linealischen Tragblättern stehen. Der Blütenstiel wird etwa 1 Zentimeter lang. Die röhrige bis fast urnenförmige Blütenkrone wird 6 bis 8 Millimeter lang und 2 bis 3 Millimeter breit. Sie ist blassgelb oder cremefarben und die zurückgebogenen Zipfel werden 1,5 bis 2 Millimeter lang. Die Innenseite der Röhre ist in der Regel dicht behaart bis fast kahl.

## Systematik und Verbreitung
Tylecodon similis ist in Südafrika in der Provinz Nordkap in der Sukkulenten-Karoo verbreitet. Die Erstbeschreibung erfolgte 1977 als Cotyledon similis durch Helmut Richard Tölken. Tölken selbst stellte die Art 1978 in die Gattung Tylecodon.